# Canton de Corbeil-Essonnes-Ouest
Le canton de Corbeil-Essonnes-Ouest est une ancienne division administrative et circonscription électorale française située dans le département de l’Essonne et la région Île-de-France.

## Géographie

### Situation
| Type d’occupation           | Pourcentage | Superficie (en hectares) |
| --------------------------- | ----------- | ------------------------ |
| Espace urbain construit     | 60,5 %      | 951,81                   |
| Espace urbain non construit | 14,6 %      | 229,00                   |
| Espace rural                | 25,0 %      | 392,99                   |
| Source : Iaurif             |             |                          |

Le canton de Corbeil-Essonnes-Ouest était organisé autour de la commune de Corbeil-Essonnes dans l’arrondissement d'Évry. Son altitude variait entre trente-deux mètres et quatre-vingt-douze mètres à Corbeil-Essonnes, pour une altitude moyenne de cinquante-huit mètres. Le canton de Corbeil-Essonnes-Ouest couvrait le territoire de la commune de Corbeil-Essonnes situé à l’ouest de la voie ferrée de Paris à Lyon, l’axe du boulevard Jean Jaurès, rue de Paris, boulevard de Fontainebleau et boulevard John Fitzgerald Kennedy, augmenté du territoire de la commune de Villabé.

### Composition
Le canton de Corbeil-Essonnes-Ouest comptait deux communes :
| Communes         | Population (2012) | Code postal | Code Insee  |
| ---------------- | ----------------- | ----------- | ----------- |
| Corbeil-Essonnes | 43 086 hab.       | 91100       | 91 2 06 174 |
| Villabé          | 4 869 hab.        | 91100       | 91 2 06 659 |

### Démographie
| 1968   | 1975   | 1982   | 1990   | 1999   | 2006   | 2010   |
| ------ | ------ | ------ | ------ | ------ | ------ | ------ |
| 37 720 | 50 216 | 40 400 | 23 773 | 25 211 | 26 034 | 26 300 |

### Pyramide des âges
| Hommes | Classe d’âge | Femmes |
| ------ | ------------ | ------ |
| 0,1    | 90 ans ou +  | 0,2    |
| 1,8    | 75 à 89 ans  | 3,3    |
| 10,7   | 60 à 74 ans  | 9,7    |
| 22,7   | 45 à 59 ans  | 22,1   |
| 23,1   | 30 à 44 ans  | 24,3   |
| 18,8   | 15 à 29 ans  | 18,4   |
| 22,8   | 0 à 14 ans   | 22,0   |

| Hommes | Classe d’âge | Femmes |
| ------ | ------------ | ------ |
| 0,3    | 90 ans ou +  | 0,8    |
| 4,4    | 75 à 89 ans  | 6,7    |
| 11,3   | 60 à 74 ans  | 11,9   |
| 19,9   | 45 à 59 ans  | 20,0   |
| 21,9   | 30 à 44 ans  | 21,4   |
| 20,6   | 15 à 29 ans  | 19,2   |
| 21,7   | 0 à 14 ans   | 20,0   |

## Historique
Entre 1793 et 1801, le canton de Corbeil dans l’ancien département de Seine-et-Oise et l’ancien district de Corbeil comprenait les communes de Bondoufles, Corbeil, Courcouronnes, Essonnes, Etiolles, Évry, Lisses, Morsang sur Seine, Ris et Orangis, Saint Germain les Corbeil, Le Perray, Saintry, Soisy sous Etiolles, Tigery Ormoy et Villabé. En 1801, il fut intégré à l’arrondissement de Corbeil, diminué des communes de Bondoufle et Courcouronnes et augmenté des communes d’Auvernaux, Ballancourt, Champcueil, Chevannes, Le Coudray, Écharcon, Épinay-sous-Sénart, Fontenay-le-Vicomte, Nainville, Ormoy et Quincy-sous-Sénart. En 1806, il récupéra les communes de Bondoufle et Courcouronnes et en 1919, il fut diminué des communes d’Épinay-sous-Sénart et Quincy-sous-Sénart.
Le canton de Corbeil fut créé par le décret ministériel no 67-589 du 22 juillet 1967, il regroupait à l’époque les communes de Corbeil-Essonnes, Morsang-sur-Seine, Saintry-sur-Seine, Saint-Germain-lès-Corbeil, Saint-Pierre-du-Perray, Tigery et Villabé. Un nouveau décret du 7 décembre 1975 détacha les communes de Morsang-sur-Seine, Saintry-sur-Seine, Saint-Germain-lès-Corbeil, Saint-Pierre-du-Perray et Tigery pour constituer le nouveau canton de Saint-Germain-lès-Corbeil. Le décret ministériel du 22 janvier 1985 sépara en deux la commune de Corbeil-Essonnes pour créer le canton de Corbeil-Essonnes-Est.

## Représentation

### Conseillers généraux du canton de Corbeil-Essonnes-Ouest
| Période | Période | Identité          | Étiquette | Qualité                                                                                                   |
| ------- | ------- | ----------------- | --------- | --- |
| 1985    | 1992    | Roger Combrisson  | PCF       | Maire de Corbeil-Essonnes (1959-1992) Ancien conseiller général du Canton de Corbeil-Essonnes (1967-1976) |
| 1992    | 1998    | Marie-Anne Lesage | PCF       | Maire de Corbeil-Essonnes (1992-1995)                                                                     |
| 1998    | 2015    | Bruno Piriou      | PCF       | Attaché territorial Vice-président du conseil général de l’Essonne                                        |

### Résultats électoraux
Élections cantonales, résultats des deuxièmes tours :
- Élections cantonales de 1992 : 43,29 % pour Marie-Anne Lesage (PCF), 42,66 % pour Jacques Lebigre (RPR), 58,57 % de participation[9].
- Élections cantonales de 1998 : 49,37 % pour Bruno Piriou (PCF), 32,88 % pour Geneviève Savelli (RPR), 53,14 % de participation[10].
- Élections cantonales de 2004 : 64,94 % pour Bruno Piriou (PCF), 35,06 % pour Serge Dantu (DVD), 64,62 % de participation[11].
- Élections cantonales de 2011 : 54,59 % pour Bruno Piriou (PCF), 45,41 % pour Sylvain Dantu (UMP), 35,84 % de participation[12].

## Économie

### Emplois, revenus et niveau de vie
| Répartition des emplois par catégories socioprofessionnelles en 2006. |              |                                           |                                                   |                            |                          |                           |
|                                                                       | Agriculteurs | Artisans, commerçants, chefs d’entreprise | Cadres et professions intellectuelles supérieures | Professions intermédiaires | Employés                 | Ouvriers                  |
| Canton de Corbeil-Essonnes-Ouest                                      | 0,0 %        | 3,1 %                                     | 8,6 %                                             | 31,5 %                     | 36,9 %                   | 19,9 %                    |
| Département de l’Essonne                                              | 0,2 %        | 4,5 %                                     | 22,1 %                                            | 27,7 %                     | 27,6 %                   | 17,9 %                    |
| Moyenne nationale                                                     | 2,2 %        | 6,0 %                                     | 15,4 %                                            | 24,6 %                     | 28,7 %                   | 23,2 %                    |
| Répartition des emplois par secteurs d’activités en 2006.             |              |                                           |                                                   |                            |                          |                           |
|                                                                       | Agriculture  | Industrie                                 | Construction                                      | Commerce                   | Services aux entreprises | Services aux particuliers |
| Canton de Corbeil-Essonnes-Ouest                                      | 0,3 %        | 3,0 %                                     | 2,6 %                                             | 27,8 %                     | 25,4 %                   | 7,8 %                     |
| Département de l’Essonne                                              | 0,8 %        | 11,5 %                                    | 6,1 %                                             | 15,4 %                     | 18,8 %                   | 6,4 %                     |
| Moyenne nationale                                                     | 3,5 %        | 15,2 %                                    | 6,4 %                                             | 13,3 %                     | 13,3 %                   | 7,6 %                     |
| Sources : Insee,                                                      |              |                                           |                                                   |                            |                          |                           |